# Мальчик и океан
«Мальчик и океан» (англ. Storm Boy) — австралийский художественный фильм 1976 года о дружбе мальчика и пеликана, снятый режиссёром Генри Сафраном по повести Колина Тиле «Штормик и мистер Персиваль». Фильм считается классикой австралийского кинематографа и, в частности, Новой волны австралийского кино, наряду с такими лентами, как «Обход», «Пикник у Висячей скалы» и «Моя блестящая карьера». Он получил ряд призов на кинофестивалях, в том числе на ММКФ в 1977 году.
В качестве ремейка часто рассматривается фильм «Мой друг мистер Персиваль», снятый в 2019 году.

## Сюжет
В Южной Австралии на берегу моря неподалёку от городка Гулва живут в хижине отец (Том) и его десятилетний сын (Майк). Том занимается ловлей рыбы, а Майк собирает на берегу ракушки, которые его отец продаёт в городе. Хотя из Гулвы к Тому приезжает учительница местной школы с настойчивой просьбой отпустить сына учиться, Том не считает это необходимым, говоря, что всё, что нужно для жизни, Майк узнаёт здесь.
Однажды Майк, путешествуя по заливу на своём плотике, замечает на территории заповедника аборигена с лодкой и ружьём. Позже он видит, что абориген выстрелами прогоняет из заповедника браконьеров. Майк и абориген, которого зовут Костяной Палец, становятся друзьями: Костяной Палец называет Майка «штормовым мальчиком», потому что тот очень быстро бегает. Из-за того, что браноньеры убили взрослых пеликанов, и в гнезде остались три птенца, Майк берёт их домой. Костяной Палец рассказывает мальчику о том, что раньше все люди были животными, и предком их племени курнаи тоже был пеликан. Вскоре пеликаны вырастают, и Майк с отцом выпускают их, однако один из них, «мистер Персиваль», возвращается и продолжает жить с Майком.
Когда ночью, в отсутствие Тома, в окрестностях хижины появляется группа пьяных на нескольких «багги», которые ломают постройки Тома, Костяной Палец прогоняет их выстрелами. Он знакомится с Томом и рассказывает ему, что был вынужден покинуть своё племя из-за женщины. Том говорит ему, что когда-то оставил свою жену и уехал из города. Это вызывает потрясение у Майка, который думал, что его мать умерла. Он добирается до городка, где его встречает учительница и приводит на урок. Позже за ним заходит отец и Костяной Палец: отец объясняет, что он расстался с женой, однако вскоре после этого она погибла в автокатастрофе. В хижину Том с Майком возвращаются перед самым началом большой бури. Однако вскоре их вызывает Костяной Палец: неподалёку терпит бедствие лодка с четырьмя рыбаками. Майку удаётся отправить мистера Персиваля с концом верёвки в клюве к рыбакам, благодаря чему Том и Костяной Палец по одному вытягивают их на берег. Так пеликан спасает четверых людей, которые в знак благодарности предлагают финансовую помощь Тому.
На следующий день Том размышляет о том, чтобы перебраться в Гулву, где он мог бы устроиться на работу и отправить Майка в школу. Майк гуляет с пеликаном по берегу, но когда мистер Персиваль поднимается в воздух, его подстреливают охотники. На следующий день Костяной Палец говорит Майку, что нашёл убитую птицу и похоронил её. Но он показывает мальчику гнездо с вылупившимися птенцами: может быть, это возродился Персиваль, ведь птица, по верованиям аборигенов, не может умереть.

## В ролях
- Грег Роу[англ.] — Майк
- Питер Камминс[англ.] — Том, его отец
- Дэвид Галпилил — Костяной Палец
- Джуди Дик — мисс Уолкер
- Тони Эллисон — рейнджер

## Производство
Пеликанов, приручённых Майком, в фильме сыграли три пеликана, выращенные Гордоном Ноблом, дрессировщиком дельфинов — именно он был привлечён к съёмкам, поскольку дрессировкой пеликанов в то время никто не занимался. Один из пеликанов, сыгравших в фильме и известный под именем «мистер Персиваль», позже стал знаменитостью; он умер в зоопарке в Аделаиде в 2009 году в возрасте 33 лет.
Фильм стал успешным в прокате, выйдя в ста странах и заработав только в Австралии 2.645.000 долларов (более 14 млн долларов по современному курсу).

## Награды
- 1977 — Премия Австралийской академии кинематографа и телевидения (AACTA Award) — Лучший фильм[11].
- 1977 — Премия Австралийского общества кинооператоров (ACS Award) — лучшая операторская работа года (Джофф Бёртон).
- 1977 — Премия Австралийской гильдии писателей (AWGIE Awards) — лучший адаптированный сценарий художественного фильма (Соня Борг, консультант Сидни Стебел).
- 1977 — 10-й Московский международный кинофестиваль — Золотая медаль жюри конкурса детских фильмов[12].

## Публикации
- Асаркан, Александр. Бедный рыцарь: о дет. худож. фильме «Мальчик и океан». Авт. сценария С. Борг. Режиссер Г. Сафран. Австралия // Кино, 1979, № 5, с. 17—18.
- Старцева С. Мальчик и океан. (Одноим. австрал. худож. фильм) // Комсомольская правда, 1977, 14 июля.